# Archidiocèse de Hangzhou

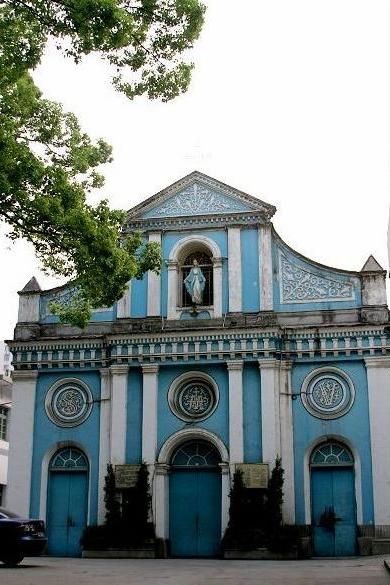
Façade de la cathédrale de l'Immaculée-Conception de Hangzhou.

L'archidiocèse de Hangzhou (Archidioecesis Hamceuvensis) est un siège métropolitain de l'Église catholique en Chine. En 1950, il comptait 27.003 baptisés pour 6.467.246 habitants. Le siège est juridiquement vacant.

## Territoire
L'archidiocèse comprend une partie de la province du Zhejiang.
Son siège est à Hangzhou (transcription française ancienne Hang Tchéou, puis Hangchow), où se trouve la cathédrale de l'Immaculée-Conception, construite par les jésuites italiens au XVIIIe siècle.

## Histoire
Le vicariat apostolique du Tché Kiang occidental est érigé le 10 mai 1910 par le bref Quae christiano nomini de saint Pie X, recevant son territoire du vicariat apostolique du Tché Kiang (aujourd'hui diocèse de Ningbo). Il est confié aux lazaristes français, installés dans la région depuis le milieu du XIXe siècle.
Le 3 décembre 1924, il assume le nom de vicariat apostolique de Hangchow.
Le 11 avril 1946, le vicariat apostolique est élevé au rang d'archidiocèse métropolitain par la bulle Quotidie Nos de Pie XII.
La consécration épiscopale, le 6 janvier 2000, de Matthieu Cao Xiangde sans l'autorisation ou la légitimation du Saint-Siège provoque une note de protestation de la part de Rome.

## Ordinaires
- Paul-Albert Faveau[3], C.M. † (10 mai 1910 - 18 février 1937)
- Jean-Joseph-Georges Deymier, C.M. † (18 février 1937 - 2 avril 1956, décédé)
  - Sede vacante
  - Matthias Wu Guo-huan † (27 avril 1960 consacré - 1987)
  - Jean Zhu Feng-qing † (27 novembre 1988 consacré - 12 décembre 1997, décédé)
  - Matthieu Cao Xiang-de, consacré le 25 juin 2000

## Diocèses suffragants
- Diocèse de Linhai (ou de Taichow)
- Diocèse de Lishui
- Diocèse de Ningbo (ou de Ningpo)
- Diocèse de Yongjia (ou de Wenzhou)

## Statistiques
L'archidiocèse comptait à la fin de l'année 1950 27 003 baptisés pour 6.467.246 habitants (0,4 pour cent).